# Championnat des Maldives de football 2011
Navigation
Saison précédente Saison suivante
La saison 2011 du Championnat des Maldives de football est la soixante-et-unième édition du championnat national aux Maldives.
La compétition reprend le format utilisé jusqu’en 2008 et se déroule en quatre phases distinctes :
- Les huit formations sont regroupées au sein d'une poule unique et s'affrontent deux fois, les deux derniers doivent participer à la poule de promotion-relégation.
- Les six meilleures équipes de la poule sont regroupées au sein d'une poule unique et s'affrontent une nouvelle fois.
- Les quatre premiers disputent la phase finale nationale pour le titre de champion des Maldives, avec demi-finales et finale.

C’est le Victory SC qui est sacré cette saison après avoir battu New Radiant en finale. Il s'agit du douzième titre de champion des Maldives de l'histoire du club.

## Les clubs participants
| - Victory SC - Maziya SRC - Club Valencia - VB Sports - New Radiant - Vyansa FC - All Youth Linkage FC - Club Eagles |

## Compétition
Le barème de points servant à établir le classement se décompose ainsi :
- Victoire : 3 points
- Match nul : 1 point
- Défaite : 0 point

### Dhivehi League

#### Première phase
| Rang | Équipe               | Pts | J  | G  | N | P  | Bp | Bc | Diff |
| ---- | -------------------- | --- | -- | -- | - | -- | -- | -- | ---- |
| 1    | VB Sports'T'C        | 35  | 14 | 11 | 2 | 1  | 48 | 9  | +39  |
| 2    | Victory SC           | 30  | 14 | 9  | 3 | 2  | 36 | 17 | +19  |
| 3    | New Radiant          | 24  | 14 | 7  | 3 | 4  | 31 | 16 | +15  |
| 4    | Maziya SRC           | 24  | 14 | 7  | 3 | 4  | 20 | 18 | +2   |
| 5    | Club Valencia        | 15  | 14 | 4  | 3 | 7  | 20 | 26 | -6   |
| 6    | Club Eagles          | 14  | 14 | 4  | 2 | 8  | 9  | 32 | -23  |
| 7    | All Youth Linkage FC | 11  | 14 | 3  | 2 | 9  | 13 | 36 | -23  |
| 8    | Vyansa FC            | 6   | 14 | 2  | 0 | 12 | 9  | 32 | -23  |

|  | Qualification pour la seconde phase                        |
|  | Participation à la poule de promotion-relégation           |
|  | T : Tenant du titre C : Vainqueur de la Coupe des Maldives |

#### Matchs
| Résultats (▼dom., ►ext.) | VBS | Vic | NRa | Maz | Val | Eag | AYL | Vya |
| VB Sports                |     | 4-0 | 3-2 | 4-1 | 2-0 | 9-0 | 6-1 | 4-0 |
| Victory SC               | 2-2 |     | 3-2 | 2-1 | 2-0 | 2-0 | 0-0 | 7-1 |
| New Radiant              | 2-1 | 1-1 |     | 0-1 | 4-2 | 0-2 | 3-1 | 1-0 |
| Maziya SRC               | 1-2 | 3-1 | 1-1 |     | 0-4 | 2-0 | 1-1 | 2-0 |
| Club Valencia            | 0-4 | 1-2 | 0-0 | 1-1 |     | 1-1 | 4-2 | 3-2 |
| Club Eagles              | 0-0 | 1-5 | 0-7 | 0-2 | 2-1 |     | 1-2 | 0-1 |
| All Youth Linkage FC     | 0-6 | 1-5 | 0-5 | 1-2 | 1-2 | 0-1 |     | 2-0 |
| Vyansa FC                | 0-1 | 0-4 | 1-3 | 1-2 | 3-1 | 0-1 | 0-1 |     |

#### Seconde phase
| Rang | Équipe        | Pts | J  | G  | N | P  | Bp | Bc | Diff |  | Résultats (▼ dom., ► ext.) | VBS | Vic | Maz | NRa | Eag | Val |
| ---- | ------------- | --- | -- | -- | - | -- | -- | -- | ---- |  | -------------------------- | --- | --- | --- | --- | --- | --- |
| 1    | VB Sports'T'C | 47  | 19 | 15 | 2 | 2  | 61 | 12 | +49  |  | VB Sports'T'C              |     | 1-0 | 0-2 | 1-0 | 8-1 | 3-0 |
| 2    | Victory SC    | 35  | 19 | 10 | 5 | 4  | 43 | 28 | +15  |  | Victory SC                 |     |     | 2-2 | 1-6 | 2-2 | 2-0 |
| 3    | Maziya SRC    | 35  | 19 | 10 | 5 | 4  | 31 | 21 | +10  |  | Maziya SRC                 |     |     |     | 3-0 | 3-0 | 1-1 |
| 4    | New Radiant   | 31  | 19 | 9  | 4 | 6  | 41 | 24 | +17  |  | New Radiant                |     |     |     |     | 2-1 | 2-2 |
| 5    | Club Eagles   | 18  | 19 | 5  | 3 | 11 | 16 | 49 | -33  |  | Club Eagles                |     |     |     |     |     | 3-2 |
| 6    | Club Valencia | 17  | 19 | 4  | 5 | 10 | 25 | 37 | -12  |  | Club Valencia              |     |     |     |     |     |     |

|  | Qualification pour la phase finale                         |
|  | T : Tenant du titre C : Vainqueur de la Coupe des Maldives |

### Phase finale
|  | Demi-finales    | Demi-finales    | Demi-finales    |  |   | Finale de repêchage | Finale de repêchage | Finale de repêchage |   |             | Grande finale   | Grande finale   | Grande finale   |
|  |                 |                 |                 |  |   |                     |                     |                     |   |             |                 |                 |                 |
|  | 15 octobre 2011 |                 |                 |  |   |                     |                     |                     |   |             |                 |                 |                 |
|  | 1               | VB Sports       | 1               |  |   |                     |                     |                     |   |             | 22 octobre 2011 | 22 octobre 2011 | 22 octobre 2011 |
|  | 2               | Victory SC      | 2               |  |   | 19 octobre 2011     | 19 octobre 2011     | 19 octobre 2011     |   |             | 2               | Victory SC a.p. | 2               |
|  |                 |                 |                 |  | 1 | VB Sports           | 2                   |                     | 4 | New Radiant | 1               |                 |                 |
|  | 16 octobre 2011 | 16 octobre 2011 | 16 octobre 2011 |  | 4 | New Radiant         | 3                   |                     |   |             |                 |                 |                 |
|  | 3               | Maziya SRC      | 1               |  |   |                     |                     |                     |   |             |                 |                 |                 |
|  | 4               | New Radiant     | 2               |  |   |                     |                     |                     |   |             |                 |                 |                 |

### Poule de promotion-relégation
Les deux derniers de Dhivehi League affrontent les deux premiers de deuxième division. Les deux meilleures équipes se maintiennent ou accèdent à la Dhivehi League de la saison prochaine.
| Rang | Équipe               | Pts | J | G | N | P | Bp | Bc | Diff |  | Résultats (▼ dom., ► ext.) | VBS | Vic | Maz | NRa |
| ---- | -------------------- | --- | - | - | - | - | -- | -- | ---- |  | -------------------------- | --- | --- | --- | --- |
| 1    | All Youth Linkage FC | 6   | 2 | 2 | 0 | 0 | 6  | 3  | +3   |  | All Youth Linkage FC       |     | -   | 3-2 | 3-1 |
| 2    | Vyansa FC            | 6   | 2 | 2 | 0 | 0 | 3  | 0  | +3   |  | Vyansa FC                  |     |     | 2-0 | 1-0 |
| 3    | Hurriyya SC (D2)     | 0   | 2 | 0 | 0 | 2 | 2  | 5  | -3   |  | Hurriyya SC (D2)           |     |     |     | -   |
| 4    | United Victory (D2)  | 0   | 2 | 0 | 0 | 2 | 1  | 4  | -3   |  | United Victory (D2)        |     |     |     |     |

- Les deux derniers matchs ne sont pas joués car les deux premiers du classement ne peuvent être rejoints. Les quatre formations se maintiennent dans leurs championnats respectifs.

## Bilan de la saison
| Championnat des Maldives de football 2011 |                        |
| Champion                                  | Victory SC (12e titre) |
| Coupes et trophées                        |                        |
| Vainqueur de la Coupe des Maldives 2011   | VB Sports              |
| Qualifications continentales              |                        |
| Coupe de l'AFC 2012                       | Victory SC             |
| Coupe de l'AFC 2012                       | VB Sports              |
| Promotions et relégations                 |                        |
| Promus en Dhivehi League                  | Aucun                  |
| Relégués                                  | Aucun                  |